# ジプシー (バンド)
ジプシー（Gypsy）は、アメリカ合衆国ミネソタ州出身のプログレッシブ・ロック・バンドで、元は「The Underbeats」（1962年-1968年）として結成された。ジプシーは1969年9月から1970年までの約8ヶ月間、カリフォルニア州ウェスト・ハリウッドにあるウィスキー・ア・ゴーゴーのハウスバンドとして活動し、1970年に発表され、米国Billboard Hot 100にチャートインしたシングル「Gypsy Queen Part1 and 2」で知られている。ジプシーの音楽のほとんどは、ギタリスト兼シンガーのエンリコ・ローゼンバウムによって作曲された。ドラマーのビル・ローダンは、後にスライ&ザ・ファミリー・ストーンで演奏したり、ロビン・トロワーと長いこと音楽歴を共にし、演奏し続けた。キーボード奏者のジェイムス・ウォルシュは、ジェイムス・ウォルシュ・ジプシー・バンドをはじめ、様々な形でバンドを継続していった。
このグループは、1968年に結成されたイギリスの同名バンドとは関係がない。そちらはユナイテッド・アーティスツ・レコードのために2枚のアルバムをレコーディングしていた。

## メンバー
- ジェイムス・カルヴァン・ジョンソン (James Calvin Johnson) - ギター、ボーカル
- エンリコ・ローゼンバウム (Enrico Rosenbaum) - ギター、ボーカル、パーカッション
- ジェイムス・ウォルシュ (James "Owl" Walsh) - キーボード、パーカッション、ボーカル
- ドニ・ラーソン (Doni Larson) - ベース
- ランディ・ケイツ (Randy Cates) - ベース、ボーカル
- ウィリー・ウィークス (Willie Weeks) - ベース
- ビル・ローダン (Bill Lordan) - ドラム
- ジェイ・エプスタイン (Jay Epstein) - ドラム

## ディスコグラフィ

### アルバム
- 『ジプシー』 - Gypsy (1970年、Metromedia)
- 『イン・ザ・ガーデン』 - In the Garden (1971年、Metromedia)
- Antithesis (1972年、RCA)
- Unlock the Gates (1973年、RCA)

### シングル
- 「ジプシー・クイーン」 - "Gypsy Queen Part I" / "Dead and Gone" (1970年、Metromedia)
- "Here (In The Garden) Part II" (1971年、Metromedia)
- "As Far As You Can See, As Much As You Can Feel" (1971年、Metromedia)
- 「心にひらめく瞳」 - "Blind Man" (1971年、Metromedia)
- "Day After Day" / "Lean on Me" (1972年、RCA)

### ジェイムス・ウォルシュ・ジプシー・バンド
- 『ジェイムス・ウォルシュ・ジプシー・バンド』 - The James Walsh Gypsy Band (1978年、RCA)
- 20 Years Ago Today (1996年、Metro)
- Muscle Shoals 1979 (2008年、Gypsy Family Productions)
- 『アイヴ・ガット・ザ・フィーリン』 - I've Got The Feelin'  (2016年、Preservation; P-Vine) ※1979年録音